# Synactinernus churaumi
Espèce
Synactinernus churaumi est une espèce de la famille des Actinernidae.

## Systématique
L'espèce Synactinernus churaumi a été décrite en 2019 par les zoologistes japonais Takato Izumi (d) et Takuma Fujii (d) dans une publication coécrite avec Kensuke Yanagi (d), Takuo Higashiji (d) et Toshihiko Fujita (d),.

### Étymologie
Son épithète spécifique, churaumi, lui a été donnée en référence à l'aquarium Churaumi d'Okinawa (Japon) qui a fourni aux auteurs des spécimens de cette espèce. En okinawaïen, Chura signifie « beau » et Umi, la « mer ».

## Publication originale
- (en) Takato Izumi, Takuma Fujii, Kensuke Yanagi, Takuo Higashiji et Toshihiko Fujita, « Redescription of Synactinernus flavus for the First Time after a Century and Description of Synactinernus churaumi sp. nov. (Cnidaria: Anthozoa: Actiniaria) », Zoological Science, Zoological Society of Japan (d), vol. 36, no 6,‎ 1er décembre 2019, p. 528-538 (ISSN 0289-0003 et 2212-3830, OCLC 51963016, PMID 31833324, DOI 10.2108/ZS190040, lire en ligne).